# Artralgia
L’artralgia è un qualunque dolore che colpisce un'articolazione e il tessuto a essa circostante. Tale anomalia è un sintomo di infezione, malattia o ferita della persona, in particolare forme di artriti o reazioni a medicinali. Secondo altre definizioni si può parlare di artralgia soltanto quando ci si trova di fronte ad una condizione non infiammatoria, mentre artrite quando la condizione è infiammatoria.

## Etimologia
L'artralgia deriva dal greco arthro-, che significa giuntura, articolazione e -algos, dolore.

## Eziologia
Le cause dell'artralgia sono varie, possono essere dovute alla degenerazione e al relativo processo distruttivo dell'osteoartrite o a infortuni durante l'esecuzione di sport, o ad infiammazioni varie,
oppure ancora allo squilibrio tra le sollecitazioni esterne e la resistenza delle cartilagini.

## Sintomatologia
La sintomatologia è locale ed evolve verso la cronicizzazione. Il dolore appare intenso al risveglio e riappare la sera dopo essere stato quiescente nel corso della giornata.

## Terapie
Il trattamento cambia a seconda della specifica causa che ha comportato l'insorgere dell'artralgia.